# Ницца-Монферрато
Ницца-Монферрато (итал. Nizza Monferrato) — коммуна в Италии, располагается в регионе Пьемонт, в провинции Асти.
Население составляет 10189 человек (2008 г.), плотность населения составляет 335 чел./км². Занимает площадь 30 км². Почтовый индекс — 14049. Телефонный код — 0141.
Покровителем населённого пункта считается святой Карл Борромей .

## Демография
Динамика населения:

## Почётные граждане
- Почётным гражданином города является писатель Умберто Эко

## Города-побратимы
- Савиньяно-суль-Рубиконе, Италия (1995)

## Администрация коммуны
- Официальный сайт: http://www.comune.nizza.asti.it/